# Árpád Sterbik
Árpád Sterbik Capar (Senta, 20 november 1979) is een handbalkeeper die speelt voor FC Barcelona Handbol. Árpád Sterbik heeft de Hongaarse, Servische en Spaanse nationaliteit.

## Prijzen

#### MetKC Veszprem
| Nationaal         |    |                  |
| Hongaars kampioen | 3x | 2002, 2003, 2004 |
| Magyar Kupa       | 3x | 2002, 2003, 2004 |

#### MetBM Ciudad Real
| Nationaal                 |    |                        |
| Spaans kampioen           | 4x | 2004, 2007, 2008, 2009 |
| Copa del Rey de Balonmano | 2x | 2008, 2011             |
| Internationaal            |    |                        |
| EHF Champions League      | 3x | 2006, 2008, 2009       |

#### Met Joegoslavië
| Mondiaal   |    |                |
| WK Handbal | 2x | (1999), (2001) |

#### Met Spanje
| Mondiaal   |    |                 |
| WK Handbal | 2x | (2011), (2013), |
| EK Handbal | 1x | (2018),         |

## Individuele prijzen
- Hongaarse Handballer van het Jaar: 2002
- IHF Wereld Speler van het Jaar: 2005
- Liga Asobal MVP: 2006
- Liga Asobal Doelman van het Jaar: 2006, 2007, 2008, 2009, 2010

 Veselin Vujović (1988) ·
 Kang Jae-won (1989) ·
 Magnus Wislander (1990) ·
 Talant Duyshebaev (1994) ·
 Jackson Richardson (1995) ·
 Talant Duyshebaev (1996) ·
 Stéphane Stoecklin (1997) ·
 Daniel Stephan (1998) ·
 Rafael Guijosa (1999) ·
 Dragan Škrbić (2000) ·
 Yoon Kyung-shin (2001) ·
 Bertrand Gille (2002) ·
 Ivano Balić (2003) ·
 Henning Fritz (2004) ·
 Árpád Sterbik (2005) ·
 Ivano Balić (2006) ·
 Nikola Karabatić (2007) ·
 Thierry Omeyer (2008) ·
 Sławomir Szmal (2009) ·
 Filip Jícha (2010) ·
 Mikkel Hansen (2011) ·
 Daniel Narcisse (2012) ·
 Domagoj Duvnjak (2013) ·
 Nikola Karabatić (2014) ·
 Mikkel Hansen (2015) ·
 Nikola Karabatić (2016) ·
 Mikkel Hansen (2018) ·
 Niklas Landin Jacobsen] (2019) ·
 Niklas Landin Jacobsen] (2021)